# Économie du Guyana
Avec un produit intérieur brut (PIB) de seulement 824 dollars US par habitant en 1999, le Guyana a longtemps été un des pays les plus pauvres du monde. Cependant, son économie a fait des progrès significatifs après le programme de redressement économique du président Desmond Hoyte en 1989. Comme résultat, le PIB augmenta de 6 % en 1991 après 15 années de déclin. La croissance fut constamment au-dessus de 6 % jusqu'en 1995, année durant laquelle, elle ralentit à 5,1 %. Le gouvernent reporta une croissance économique de 7,9 % en 1996, 6,2 % en 1997 et une chute à 1,3 % en 1998. La croissance en 1999 fut de 3 %. Le taux non officiel de croissance en 2005 fut de 0,5 %. 
Au début des années 2020, le pays connaît une très forte croissance portée par l'exploitation des gisements de pétrole offshore.

## Histoire
Son économie a fait des progrès significatifs après le programme de redressement économique du président Desmond Hoyte en 1989. Comme résultat, le PIB augmenta de 6 % en 1991 après 15 années de déclin. La croissance fut constamment au-dessus de 6 % jusqu'en 1995, année durant laquelle, elle ralentit à 5,1 %. Le gouvernent reporta une croissance économique de 7,9 % en 1996, 6,2 % en 1997 et une chute à 1,3 % en 1998. La croissance en 1999 fut de 3 %. Le taux non officiel de croissance en 2005 fut de 0,5 %.
En 2017, 41 % des habitants du Guyana vivent sous le seuil de pauvreté, soit avec moins de 5,50 dollars par jour.
Développé en conjonction avec le Fonds monétaire international et la Banque mondiale, le programme de redressement économique réduisit significativement le rôle du gouvernement dans l'économie, encouragea l'investissement étranger, permit au gouvernement d'effacer tous ses arriérés sur les remboursements d'emprunts auprès des gouvernements étrangers et des banques multilatérales, et amena environ la vente de 15 des 41 entreprises possédées par l’État. La compagnie de téléphone et les actifs dans le bois, le riz, et les industries de la pêche furent également privatisées. Des compagnies multinationales furent engagées pour manager la vaste compagnie étatique du sucre, GUYSUCO, et la plus grande mine de bauxite d'État. Une société américaine fut autorisée à ouvrir une mine de bauxite, et deux sociétés canadiennes ont eu l'autorisation de développer la plus grande mine d'or à ciel ouvert d'Amérique du Sud. Cependant, les efforts pour privatiser les deux compagnies de minage de bauxite de l’État, Berbice Mining Company et Linden Mining Company, ont jusqu'à maintenant été sans succès.
La plupart des contrôles sur les prix ont été enlevés, les lois affectant le minage et l'exploitation du pétrole ont été améliorées, et une politique d'investissement en faveur de l'investissement étranger fut annoncée. Des réformes sur les impôts pour promouvoir l'exportation et la production agricole dans le secteur privé furent décrétées.
Avec une croissance de 62 % en 2022 et 38 % en 2023, portée par le développement de l'industrie pétrolière, le PIB guyanien en 2023 devrait atteindre, selon le FMI, 16 milliards de dollars soit, par habitant, 20 540 dollars.
Selon les projections de l’IMF, le PIB PPA par habitant du Guyana devrait atteindre  118,658 dollars en 2027 et donc devenir un des pays les plus riches du monde par habitant.[réf. nécessaire]

## Agriculture
En 2018, le Guyana a produit 1,2 million de tonnes de canne à sucre, 964 000 tonnes de riz, 136 000 tonnes de noix de coco, en plus de petites productions d'autres produits agricoles, tels que aubergine (47 000 tonnes), ananas (34 000 tonnes),  poivre (37 000 tonnes), banane (23 000 tonnes),  orange (21 mille tonnes), manioc (20 mille tonnes), etc. 

## Exploitation d'hydrocarbure
En 2015, la société ExxonMobil, annonce avoir découvert des gisements de pétrole à 200 km des côtes. La compagnie annonce avoir repéré 13 puits possibles avec du pétrole de bonne qualité. Exxon en partenariat avec la société chinoise China National Offshore Oil Corporation espère à l'horizon 2025 pouvoir extraire 750 000 barils de pétrole par jour. Cependant le pétrole extrait ne devrait pas arriver sur le marché du Guyana. Il doit être exporté dans son intégralité.
Toujours selon Exxon, des gisements de gaz sont aussi présent. Cette découverte intéresse tout particulièrement le pays, dont une partie de l'énergie est pour l'instant produit avec du gaz importé.
Les États-Unis se rapprochent du Guyana à la suite de ces découvertes, ce qui conduit en 2020 à la signature d'un accord-cadre visant à renforcer la coopération entre les deux États notamment sur les hydrocarbures et d’autres secteurs de l’économie guyanienne.
Selon les estimations des spécialistes, le Guyana devrait devenir le 4e producteur mondial de pétrole offshore en 2035.
Les débuts de l'exploitation pétrolière au Guyana crée un grand boom économique avec une augmentation du PIB de 62 % en 2022 puis de 38 % en 2023.